# Subregioni di Londra
La Grande Londra è divisa in cinque subregioni ai fini del Piano di Londra. I confini di queste aree sono state modificate nel 2008 e nel 2011 e il loro ruolo nella realizzazione del Piano di Londra e variato con ogni iterazione.
Inizialmente, dal 2004 al 2008, le subregioni erano le stesse aree usate, dal 1999, dall'istituito Learning and Skills Council;
ognuna di queste subregioni avevano un quadro di sviluppo subregionale (Sub-Regional Development Framework).

Le subregioni sono state riviste nel febbraio del 2008, nell'ambito delle ulteriori modifiche al Piano di Londra; le subregioni del periodo 2008-2011, avevano ognuno il proprio quadro di attuazione subregionale (Sub Regional Implementation Framework).

Nel 2011, le subregioni sono state riviste di nuovo; le subregioni istituite dal 2011 vengono utilizzate per monitoraggi statutari e l'allocazione delle risorse.

## Lista di subregioni

### 2011-presente
| Subregione         | Borghi di Londra |  |
| ------------------ | --- |  |
| Centrale (Central) | Camden, Città di Londra, Kensington e Chelsea, Islington, Lambeth, Southwark, Westminster                            |  |
| Est (East)         | Barking e Dagenham, Bexley, Greenwich, Lewisham, Hackney, Havering, Newham, Redbridge, Tower Hamlets, Waltham Forest |  |
| Nord (North)       | Barnet, Enfield, Haringey                                                                                            |  |
| Sud (South)        | Bromley, Croydon, Kingston upon Thames, Merton, Sutton, Wandsworth                                                   |  |
| Ovest (West)       | Brent, Ealing, Hammersmith e Fulham, Harrow, Hillingdon, Hounslow, Richmond upon Thames                              |  |

### 2008-2011
| Subregione             | Borghi di Londra                                                                                | Popolazione | Occupazioni | Mappa |  |
| ---------------------- | ----------------------------------------------------------------------------------------------- | ----------- | ----------- | ----- |  |
| Nord-Est (North East)  | Barking e Dagenham, Città di Londra, Havering, Newham, Redbridge, Tower Hamlets, Waltham Forest | 1,4 milioni | 900 000     | NE    |  |
| Nord (North)           | Barnet, Camden, Enfield, Hackney, Haringey, Islington, Westminster                              | 1,7 milioni | 1,5 milioni | N     |  |
| Sud-Est (South East)   | Bexley, Bromley, Greenwich, Lewisham, Southwark                                                 | 1,3 milioni | 500 000     | SE    |  |
| Sud-Ovest (South West) | Croydon, Kingston upon Thames, Lambeth, Merton, Richmond upon Thames, Sutton, Wandsworth        | 1,6 milioni | 730 000     | SW    |  |
| Ovest (West)           | Brent, Ealing, Hammersmith e Fulham, Harrow, Hillingdon, Hounslow, Kensington e Chelsea         | 1,6 million | 900 000     | W     |  |

### 2004-2008
| Subregione         | Borghi di Londra | Popolazione (2001) |  |
| ------------------ | --- | ------------------ |  |
| Centrale (Central) | Camden, Kensington e Chelsea, Islington, Lambeth, Southwark, Wandsworth, Westminster                                  | 1 525 000          |  |
| Est (East)         | Barking e Dagenham, Bexley, Città di Londra, Greenwich, Lewisham, Hackney, Havering, Newham, Redbridge, Tower Hamlets | 1 991 000          |  |
| Nord (North)       | Barnet, Enfield, Haringey, Waltham Forest                                                                             | 1 042 000          |  |
| Sud (South)        | Bromley, Croydon, Kingston upon Thames, Merton, Richmond upon Thames, Sutton                                          | 1 329 000          |  |
| Ovest (West)       | Brent, Ealing, Hammersmith e Fulham, Harrow, Hillingdon, Hounslow                                                     | 1 421 000          |  |

## Lista di borghi di Londra
| Borgo                | 2004—2008 | 2008—2011 | 2011—presente |
| -------------------- | --------- | --------- | ------------- |
| Città di Londra      | Centrale  | Nord-Est  | Centrale      |
| Barking e Dagenham   | Est       | Nord-Est  | Est           |
| Barnet               | Nord      | Nord      | Nord          |
| Bexley               | Est       | Sud-Est   | Est           |
| Brent                | Ovest     | Ovest     | Ovest         |
| Bromley              | Sud       | Sud-Est   | Sud           |
| Camden               | Centrale  | Nord      | Centrale      |
| Croydon              | Sud       | Sud-Ovest | Sud           |
| Ealing               | Ovest     | Ovest     | Ovest         |
| Enfield              | Nord      | Nord      | Nord          |
| Greenwich            | Est       | Sud-Est   | Est           |
| Hackney              | Est       | Nord      | Est           |
| Hammersmith e Fulham | Ovest     | Ovest     | Ovest         |
| Haringey             | Nord      | Nord      | Nord          |
| Harrow               | Ovest     | Ovest     | Ovest         |
| Havering             | Est       | Nord-Est  | Est           |
| Hillingdon           | Ovest     | Ovest     | Ovest         |
| Hounslow             | Ovest     | Ovest     | Ovest         |
| Islington            | Centrale  | Nord      | Centrale      |
| Kensington e Chelsea | Centrale  | Ovest     | Centrale      |
| Kingston upon Thames | Sud       | Sud-Ovest | Sud           |
| Lambeth              | Centrale  | Sud-Ovest | Centrale      |
| Lewisham             | Est       | Sud-Est   | Est           |
| Merton               | Sud       | Sud-Ovest | Sud           |
| Newham               | Est       | Nord-Est  | Est           |
| Redbridge            | Est       | Nord-Est  | Est           |
| Richmond upon Thames | Sud       | Sud-Ovest | Ovest         |
| Southwark            | Centrale  | Sud-Est   | Centrale      |
| Sutton               | Sud       | Sud-Ovest | Sud           |
| Tower Hamlets        | Est       | Nord-Est  | Est           |
| Waltham Forest       | Nord      | Nord-Est  | Est           |
| Wandsworth           | Centrale  | Sud-Ovest | Sud           |
| Città di Westminster | Centrale  | Nord      | Centrale      |